# Unión Lara Sport Club
El Unión Lara Sport Club es un equipo de fútbol venezolano fundado en 1999, con sede en Barquisimeto, Estado Lara disputa sus partidos como local en el Estadio Farid Richa de la ciudad venezolana. logró ascender a la Primera División de Venezuela en  el año 2007.
Durante su participación en la Primera División mantuvo una acérrima rivalidad con Guaros FC; sin embargo, esta rivalidad desapareció cuando la Unión descendió. Actualmente no presenta rivalidades con ningún club.

## Historia
El Unión Lara FC, tuvo su primer juego en la Copa República Bolivariana de Venezuela (2000) contra el Caracas Fútbol Club.
Tomó parte de la Segunda División Venezolana 2003/04 donde fue campeón del Torneo Apertura y disputó la final con Unión Deportivo Marítimo, el cual se quedaría con el título, tras perder en la definición por penales 4-1, luego de que el resultado global terminara 2-2, permaneciendo una temporada más en la categoría de plata del balompié venezolano.
La temporada 2004-2005 de la Segunda División de Venezuela comenzó con el Torneo Apertura, donde el cuadro larense logra un total de 35 unidades en 20 partidos jugados. Para el Torneo Clausura, termina en 2.º lugar con 42 puntos, 5 menos que el campeón de la temporada el Aragua Fútbol Club, permaneciendo en la Segunda División de Venezuela una temporada más.
La Segunda División Venezolana 2005/06 comenzó con el Torneo Apertura 2005, donde Unión Lara forma parte del Grupo Centro-Oriental, donde logra ser 4.º con 25 puntos, producto de 6 victorias, 7 empates y una sola derrota a lo largo del semestre, lo que le permite avanzar al Torneo Clausura 2006 donde luchó por el ascenso a la Primera División de Venezuela. En el Torneo Clausura 2006, "El Equipo del Barrio" se queda realmente cerca del ansiado ascenso, culminando el torneo en la tercera casilla, con 37 puntos, uno menos que los ascendidos Portuguesa Fútbol Club y Zamora Fútbol Club.
Antes del inicio de la Copa América 2007, la FVF toma la decisión de hacer una expansión tanto de la Primera División de Venezuela como de la Segunda División de Venezuela, y producto de ésta, el cuadro larense logra jugar en la máxima categoría para la temporada 2007-2008. la Primera División Venezolana 2007/08 dio inicio con el Torneo Apertura 2007, de ámbito nacional, donde Unión Lara sólo logra 3 victorias en todo el semestre y termina penúltimo con 14 puntos, superando en la tabla de posiciones solamente a Estrella Roja FC. Para el Torneo Clausura 2008, la situación sería prácticamente la misma: penúltimo en la tabla de posiciones con 14 puntos nuevamente, y un total de 9 derrotas en todo el torneo. Sería último en la Tabla acumulada de la temporada, con lo que desciende a la Segunda División de Venezuela para la temporada siguiente.
La Segunda División Venezolana 2008/09 comenzó con el Torneo Apertura 2008, donde el equipo culmina en la casilla 11 del torneo, logrando un total de 18 puntos en 15 compromisos disputados. Para el  Torneo Clausura 2009, lograría un total de 5 triunfos y sumar 17 unidades, para terminar nuevamente undécimo. En la tabla acumulada de la temporada, culminó en la décima casilla.
Para la Segunda División Venezolana 2009/10 surge un ambicioso proyecto de fusión entre tres (3) equipos larenses, a saber: Unión Lara FC, Policía de Lara FC y UCLA FC los cuales se unieron y así formar el renacimiento del Lara Fútbol Club, equipo de mucha historia por ser el primer campeón nacional no capitalino en 1965, primer campeón larense de la máxima categoría y por participar en la Copa Libertadores de 1966; (El Lara Fútbol Club se mantuvo en la categoría de plata, incluso llegó a jugar el Torneo de Ascenso en la Segunda División Venezolana 2011/12, antes de que los problemas económicos lo llevaran a la desaparición). Como el renacido Lara Fútbol Club jugó en la Segunda División Venezolana 2009/10 con el cupo de Policía de Lara FC, el cupo dejado por el Unión Lara fue ocupado por el Club Deportivo San Antonio, desapareciendo el cuadro larense debido a la fusión mencionada.

### Renacimiento del Unión
Para el Torneo 2012-2013 y luego de muchos rumores, renace la escuadra del Unión Lara, ahora con la denominación de Sport Club, que participa en la Tercera División de Venezuela. La temporada 2012-2013 de la Tercera División (Tercera División Venezolana 2012/13) comenzó con el Torneo Apertura 2012, donde la escuadra larense toma parte del Grupo Central II, en el que culmina 3.º con un total de 11 puntos, producto de 3 victorias, 2 empates y 3 derrotas, debiendo jugar por su permanencia en la categoría en el siguiente semestre de la temporada. El siguiente torneo de la temporada, es el Clausura 2013 donde participan los equipos que no lograron clasificarse al Torneo de Promoción y Permanencia 2013 y aquellos equipos e instituciones que desean ingresar a la categoría, llamados comúnmente "aspirantes". El equipo forma parte del Grupo Centro-Occidental, donde terminan últimos de grupo con sólo 6 puntos y sólo una victoria en todo el semestre.
Para la Tercera División Venezolana 2013/14, forma parte del Grupo Central II del Apertura 2013, donde logró sumar un total de 13 unidades, clasificando al siguiente torneo de la temporada como uno de los mejores terceros lugares. Tomó parte en el Grupo Central del Torneo de Promoción y Permanencia 2014, un reñido grupo que se definió en la última jornada, donde el equipo larense logró culminar en la segunda posición con 23 unidades y un total de 7 victorias a lo largo del semestre, logrando así el ascenso a la Segunda División de Venezuela para la temporada siguiente.

### Cambios de nombre
| Año  | Nombre                 |
| ---- | ---------------------- |
| 1999 | Unión Lara Fútbol Club |
| 2012 | Unión Lara Sport Club  |

## Datos del club
- Temporadas en 1.ª: 1 (07-08)
- Temporadas en 2.ª: 5 (03-04, 04-05, 05-06, 06-07, 08-09)
- Temporadas en 3.ª: 3 (12-13, 13-14, 14-15,)

## Estadio
El Estadio Farid Richa es una infraestructura futbolística ubicada en la ciudad capital del Estado Lara, Barquisimeto, en el centroccidente de Venezuela, es la sede del equipo de fútbol local de primera división Unión Lara Sport Club y de otros dos equipos (Unión Deportiva Lara y Policía de Lara Fútbol Club), fue bautizado con ese nombre en homenaje a un destacado jugador de origen Libanés Farid Richa, fue reinaugurado en el año 2001, y tiene una capacidad aproximada de 12.480 espectadores.

## Fanaticada
Tras la desaparición de hasta 5 clubes de fútbol que tenían sede en la ciudad, entre ellos el emblemático Lara Fútbol Club, el Unión Lara es el equipo con más fanáticos en el Estado Lara, su asistencia al estadio ha disminuido notablemente luego de los descensos de categoría en el 2008 y en el 2014.
Su fanaticada se hace llamar "Clan come chivos" y su asistencia al estadio es constante.